# Juifs d'Allemagne sous le Troisième Reich
Cet article traite de la condition des Juifs d'Allemagne sous le Troisième Reich.

## La mise en œuvre de la politique antisémite d'Hitler dans les années trente (1933-1939)

### Discriminations et persécutions

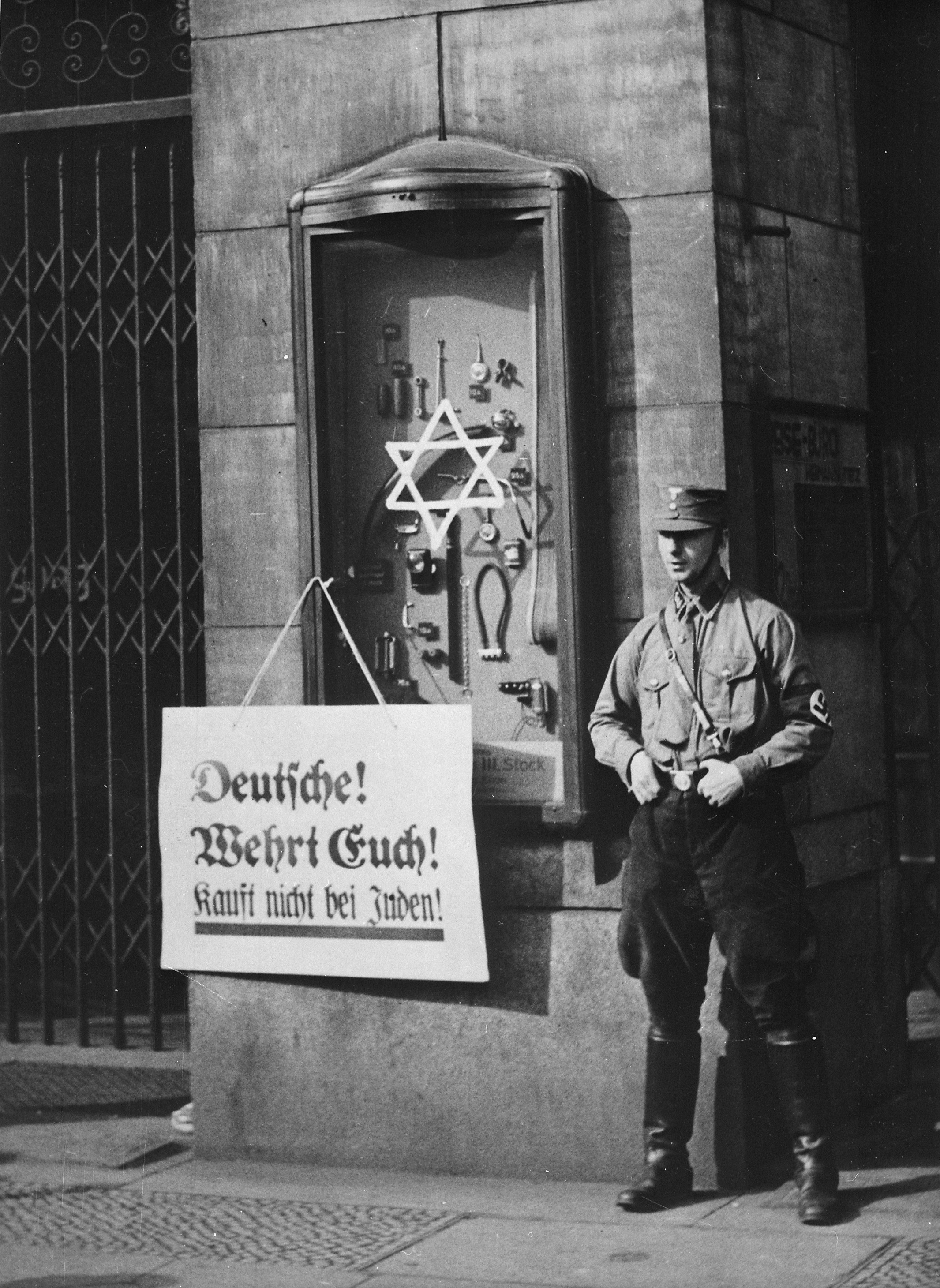
Affiche antisémite en Allemagne nazie, avec un SA en premier plan. « Allemands ! Defendez vous ! N'achetez pas chez les Juifs ! », 1933

L'objectif d'Hitler est la création d'un « espace vital » d'où les Juifs seraient absents. La politique de persécution menée dans les années trente vise à leur faire quitter l'Allemagne. On estime qu'environ 37 000 Juifs quittent l'Allemagne entre février et juin 1933. Dès l'arrivée au pouvoir d'Hitler, des agressions contre les Juifs sont orchestrées par les nazis, principalement les SA. Dès le 10 février, Göring dans un discours laisse entendre que ceux qui s'en prendraient aux Juifs bénéficieraient d'une relative impunité. Dès lors, la SA commencent à molester des Juifs et à confisquer leurs biens. Le 1er mars à Mannheim, les SA font fermer les magasins juifs. Le Gauleiter Julius Streicher organise une vaste campagne antisémite sous le prétexte de défense contre les « violences juives ». Le 1er avril 1933, les SA  se postent devant les magasins juifs. Ils dressent des pancartes incitant à ne pas acheter chez les Juifs. Les médecins et les avocats juifs subissent les mêmes intimidations. Le soir même, des nazis défilent pour protester contre les « agissements des Juifs ». Comme la population se montre peu réceptive au boycott antijuif, l'opération est vite arrêtée. Le 7 avril 1933, la « Loi pour la restauration du fonctionnariat », avec son « paragraphe aryen », exclut les Juifs et les fonctionnaires « politiquement peu fiables » de la fonction publique. Ne peuvent rester dans la fonction publique du Reich, des Länder et des communes que ceux qui étaient déjà fonctionnaires avant 1914, ceux qui ont combattu pendant la Première Guerre mondiale et les orphelins de guerre. Les autres sont révoqués ou mis à la retraite avec pension, s'ils ont travaillé au moins dix ans dans la fonction publique. Ce même mois deux autres lois limitent le nombre d’étudiants juifs dans les écoles et les universités allemandes et l'« activité juive » dans les professions médicales et juridiques. Tous les avocats d'ascendance juive doivent demander leur réadmission au barreau. Seuls les avocats admis avant 1914 ou qui s'étaient battus pendant la Première Guerre mondiale continuent de pouvoir exercer le droit. Sur 10 885 avocats juifs, 2 009 reçoivent la permission de continuer leur activité professionnelle principalement en tant qu'anciens combattants.
En 1935, sous l'impulsion de Goebbels et de Julius Streicher, des « manifestations spontanées » sont organisées contre les Juifs. Elles aboutissent à la publication des lois de Nuremberg qui privent les juifs de leurs droits civiques et leur interdisent de se marier ou d’avoir des rapports sexuels avec des personnes de « sang allemand ou assimilé ». L'application de ces dispositions requiert une définition du Juif : est considéré comme tel celui qui a au moins trois grands-parents juifs, ainsi que celui qui a seulement deux grands-parents juifs mais appartient à la communauté religieuse juive ou est marié à un Juif. Cette preuve religieuse était aussi un aveu de l'impossibilité pour les nazis de parvenir à une définition raciale des Juifs. Cependant, de nombreux Allemands qui ne pratiquaient plus le judaïsme depuis des années ou qui n'avaient jamais fait partie d'une synagogue, se retrouvent exclus de la société, de même les personnes de grands-parents juifs converties au christianisme qui sont définies comme juives. La même année Hitler interdit que des noms juifs figurent sur les monuments aux morts de la Première Guerre mondiale.

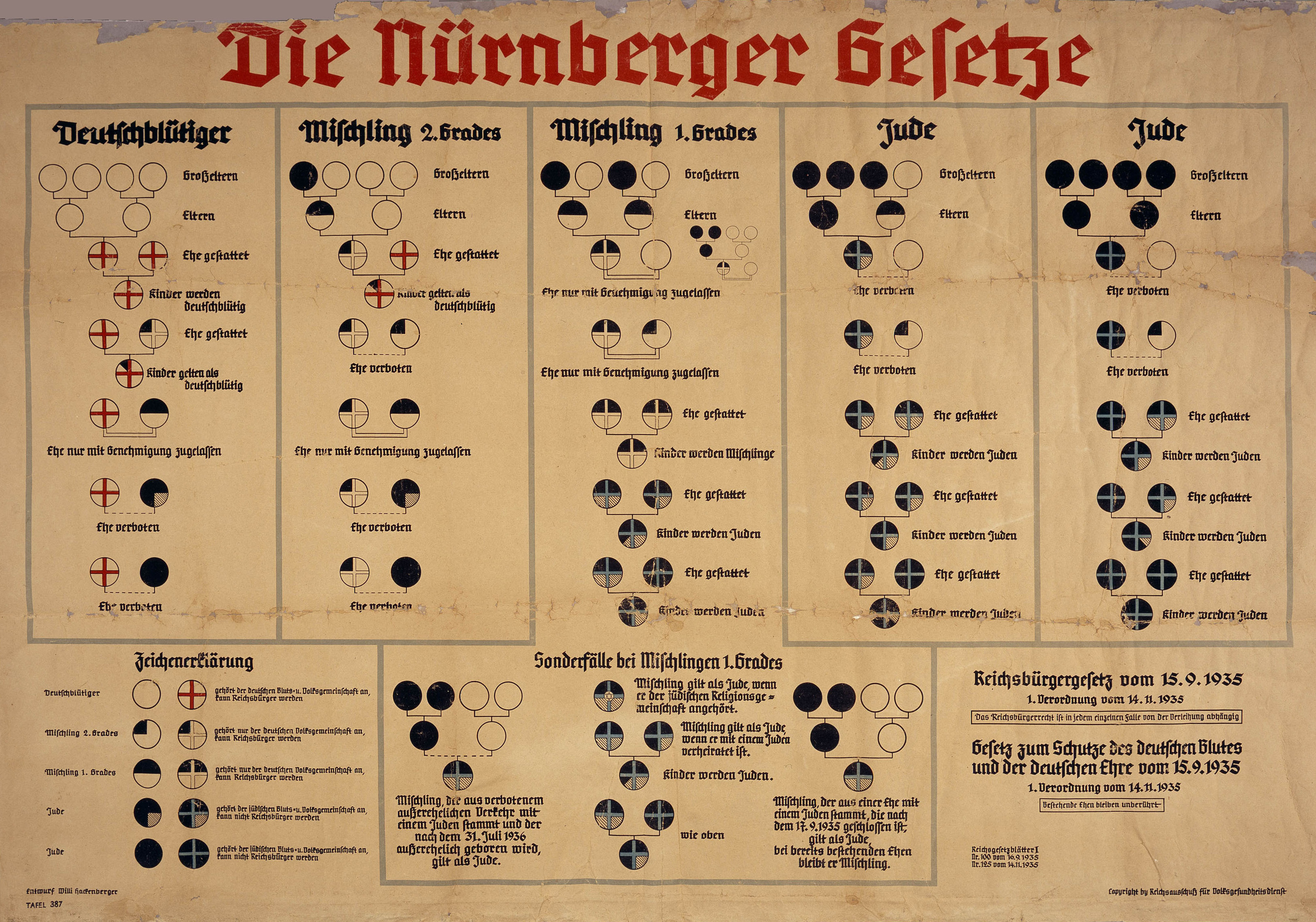
Tableau de 1935 qui explique ce qu'est un Juif d'après les lois de Nuremberg.

Le harcèlement est atténué au moment des Jeux olympiques de Berlin en 1936 mais reprend de plus belle à partir de 1938 : pillages, arrestations de « juifs délinquants » se multiplient pendant l'été 1938. Le gouvernement oblige les Juifs à enregistrer leurs biens immobiliers et procède à l’« aryanisation » des activités économiques, c'est-à-dire au licenciement du personnel juif et au transfert des activités possédées par des Juifs à des non-juifs. Les prix étant fixés par les nazis, les industriels juifs sont obligés de céder leurs biens à des prix inférieurs à leur valeur réelle, ce qui permet à une minorité d'entreprises « aryennes » de s'enrichir. Les médecins juifs n'ont plus le droit de soigner des non-juifs.
Le 7 novembre 1938, Ernst vom Rath, conseiller de l'ambassade d'Allemagne à Paris, est assassiné par Herschel Grynszpan, un jeune Juif polonais qui voulait protester contre la Polenaktion. Le soir du 9 novembre, Goebbels jette les militants nazis dans les rues pour venger la mort de vom Rath. Les SA, les SS et les Jeunesses hitlériennes pillent les synagogues et les locaux des organisations juives allemandes, les magasins et les biens des Juifs. Près d'une centaine de personnes sont tuées pendant la Nuit de Cristal. Une centaine de synagogues sont brûlées et 7 500 magasins sont pillés. 35 000 Juifs sont aussi arrêtés, déportés dans les camps de concentration de Dachau, Buchenwald et Sachsenhausen, et pour la plupart libérés après versement d'une rançon. Après la Nuit de Cristal, 120 000 Juifs quittent le Reich.

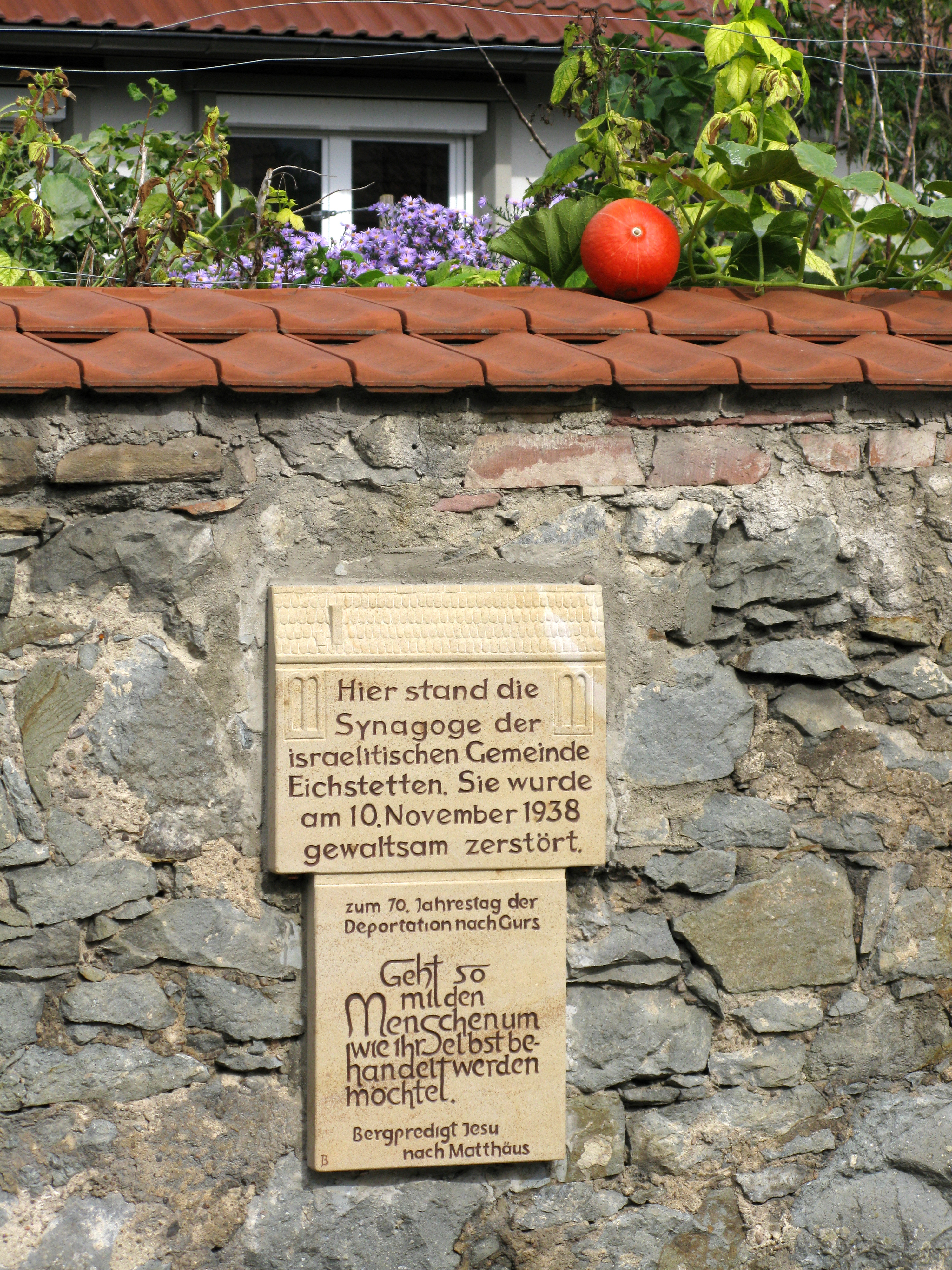
Plaque commémorative à l'emplacement de la synagogue d'Eichstetten, détruite le 10 novembre 1938.

Toutes les mesures prises à partir de 1938 visent à couper tout lien social et physique des Juifs avec la population allemande. L’accès aux écoles publiques et aux universités, aux cinémas, aux théâtres et aux centres sportifs devient interdit aux Juifs. Dans de nombreuses villes, des zones signalées comme zones « aryennes » ne leur sont plus accessibles. Le 30 novembre 1938, les avocats juifs qui en avaient encore le droit ne peuvent plus exercer. Ils peuvent continuer leurs activités en tant que conseil juridique mais seulement pour des clients juifs. Les familles juives, de plus en plus précarisées, perdent tout droit aux secours de l'assistance publique. Enfin à la fin de l'année 1938, une directive prévoit d'affecter en priorité les Juifs désœuvrés à des travaux de chantiers ou de défrichement. La nouvelle loi sur le mariage comporte un seul article sur les couples mixtes. Le conjoint non-juif peut demander le divorce en s'appuyant sur les lois de Nuremberg. Les divorces sont peu nombreux. Il reste dans la zone du Reich protectorat 30 000 couples mixtes à la fin de l'année 1939. 
Le 28 décembre 1938, Göring décide, dans une directive, de rassembler les Juifs dans des immeubles réservés. Seuls les couples mixtes qui n'élèvent pas leurs enfants dans le judaïsme échappent au regroupement. Le rassemblement des Juifs commence à partir d'avril 1939. Les Juifs se retrouvent entassés dans des appartements surpeuplés. Les Juifs perdent le droit de posséder un permis de conduire. En janvier 1939, les Juifs ayant un prénom d’origine « non-juive » doivent ajouter « Israël » et « Sara » à leur prénom. Une carte d'identité obligatoire précise leur origine juive et, à partir d’octobre 1939, la lettre J est apposée sur leurs passeports.

### La réaction des Juifs allemands face aux persécutions nazies
À l'arrivée d'Hitler au pouvoir, la Central-Verein deutscher Staatsbürger jüdischen glaubens, l'association centrale des citoyens allemands de confession juive, association assimilationniste, déclare que nul ne peut priver les Juifs allemands de leur patrie allemande. Au printemps 1933, une première association centrale des Juifs apparait. Dirigée par Leo Baeck, elle cherche dans un premier temps à discuter avec les Nazis, proteste contre le boycott des magasins juifs et proteste de la fidélité des Juifs envers la patrie allemande. Certes, les Juifs s'attendent à vivre des temps difficiles mais ils pensent pouvoir s'adapter à leurs nouvelles conditions comme ils l'avaient fait dans le passé. Devant la détérioration de la condition des Juifs, l'organisme central des Juifs, le Reichsvereinigung, s'occupe de plus en plus de la formation professionnelle et de l'aide aux démunis. Dès 1938, tous les Juifs d'Allemagne doivent y adhérer. Mais la police de sécurité fait peser sur l'organisation une autorité dictatoriale. Cela permet aux nazis de déléguer à l'appareil administratif juif certains aspects de la déportation à venir. De leur côté, les autorités juives pensent qu'en montrant leur bonne volonté, elles atténueront les souffrances de la communauté.
Dans les années 1930, l'objectif est l'émigration totale des Juifs d'Allemagne. À cet effet, les nazis se préoccupent d'organiser leur départ mais les pays d'Europe et les États-Unis limitent sévèrement l'émigration. Entre 1933 et 1939, plus de la moitié des 500 000 juifs d'Allemagne quittent le Reich dont Albert Einstein. Paris puis New York deviennent alors les centres de la culture judéo-allemande. 50 000 d'entre eux émigrent en Palestine sous mandat britannique. En janvier 1939, l'office central du Reich pour l'émigration juive est fondé. Il est dirigé par Reinhard Heydrich. Ceux qui restent en Allemagne sont souvent assez âgés. En 1939, 73,9 % des Juifs vivant sur le territoire allemand (avant les annexions) ont plus de 40 ans. Ils n'étaient que 47,7 % en 1933.
Face à l'exclusion de la vie publique, des organisations juives se mettent en place pour contrebalancer l'exclusion sociale et aider les Juifs qui se retrouvent dans le dénuement. Les associations de musique, de théâtre, d'art et de sport juives développent leurs activités. Un système d'éducation juif est mis sur pied pour pallier l'exclusion des Juifs du système éducatif allemand.
Le chef d'orchestre et réalisateur Kurt Singer crée en 1933 la Fédération culturelle des juifs allemands (Kulturbund deutscher Juden) pour permettre aux artistes juifs de continuer à exercer leur métier. Mais en 1935, les nazis regroupent les associations culturelles juives dans un seul organisme, la Fédération du Reich des associations culturelles juives (Reichsverband der jüdischen Kulturbünde) sous le contrôle direct de la Gestapo. Les « aryens » n'ont plus le droit d'assister à des spectacles organisés par des Juifs.

## La politique antisémite de Hitler en temps de guerre (1939-1945)

### Le sort des Juifs en Allemagne même

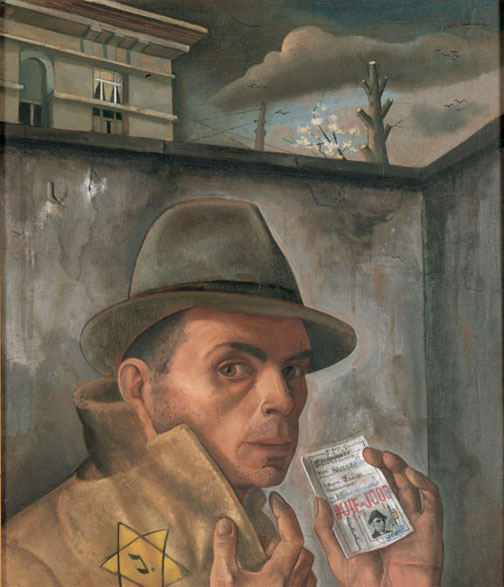
Felix Nussbaum (1904-1944), Autoportrait au passeport juif, v. 1940.

En janvier 1933, 525 000 Juifs vivent en Allemagne. Avant la Nuit de Cristal (9-10 novembre 1938) 130 000 ont déjà fui les persécutions nazies ; après la Nuit de Cristal l'émigration s'accélère : 118 000 émigrent en 1938-1939,. Ce qui fait qu'il reste en Allemagne nazie avant le début de la guerre à peu près 275 000 Juifs,. Peu après le début de la guerre, 30 000 arrivent encore à fuir. Donc, peu après le début de la guerre, il reste environ 250 000 Juifs en Allemagne hitlérienne. Le gouvernement leur impose un couvre-feu et l'interdiction de certains quartiers urbains. Les Juifs reçoivent des rations alimentaires moins importantes que celles des non-Juifs, et ils ne peuvent pas acheter certains aliments. Les Juifs forment donc une masse de miséreux, isolés du reste de la population. Les créneaux horaires durant lesquels ils ont le droit de faire leurs courses sont eux aussi limités. Les Juifs doivent aussi remettre à la police leurs postes de radio, appareils électriques, vélos et voitures. En 1941, 30 000 Juifs sont affectés dans des usines d'armements. Un grand nombre d'entreprises, par intérêt ou par compassion, cherche à garder les Juifs le plus longtemps possible dans leur emploi. Le soir, ces travailleurs forcés rejoignent des baraquements ou des immeubles réservés. Pendant l'été 1941, les écoles juives sont fermées par les autorités. En septembre 1941, les nazis interdisent aux Juifs l'utilisation des transports publics. Tous les Juifs de plus de six ans sont soumis au port de l'étoile jaune. Des décrets de zone de résidence stricts cantonnent dans certains quartiers des villes allemandes.  
Durant l'été 1940, les Juifs d'Alsace, de Moselle et du Luxembourg, territoires alors annexés par l'Allemagne, sont expulsés vers l'Ouest. En octobre 1940, les Gauleiters Wagner et Bürckel décident d'expulser vers la France les 7 500 Juifs de la république de Bade et du Palatinat. Ils sont internés par l'administration française dans le camp de Gurs, dans les Pyrénées. Le 18 septembre 1940, Hitler décide de déporter à l'est les Juifs d'Allemagne. De 3000 à 4000 Juifs, principalement des bourgeois plutôt âgés, se suicident alors. Près de 10 000 Juifs entrent dans la clandestinité. Les déportations systématiques de Juifs d'Allemagne commencent réellement à la fin du mois de septembre 1941. Les Juifs forment des colonnes allant vers les gares d'embarquement sous les yeux des autres Allemands. Entre octobre et décembre 1941, près de 50 000 Juifs sont déportés dans les ghettos de Lodz, Varsovie, Minsk, Kaunas et Riga. En 1943, il reste encore officiellement 50 000 Juifs qui travaillent dans les usines allemandes. En février 1943, les autorités veulent déporter les membres des couples mixtes. Les femmes protestent et la police est obligée de reculer.

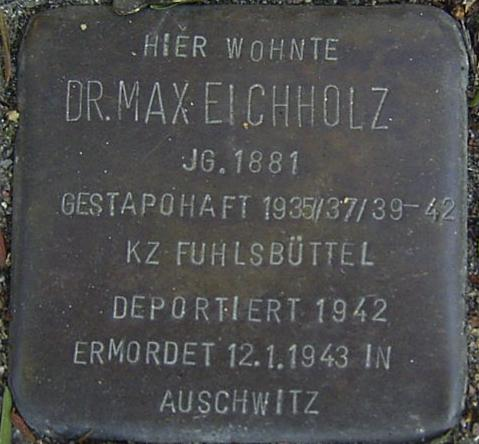
Stolperstein à Hambourg (Max Eichholz).

Le sort des couples mixtes et des mischlinge (« métis ») posent problème aux nazis. Les métis du second degré, c'est-à-dire possédant un grand-parent juif, au nombre de 43 000, sont assimilés aux aryens au terme de la conférence de Wannsee (20 janvier 1942). Les métis du premier degré qui ont deux grands-parents Juifs, soit 64 000 personnes, sont eux assimilés à des « Juifs complets ». Les conjoints non-juifs des couples mixtes subissent de fortes pressions pour divorcer, ce qui permettait ensuite de déporter le conjoint juif. La population montre une relative indifférence au sort des Juifs, peu d'insultes malgré une forte propagande antisémite dont, le film Le Juif Süss est le plus célèbre exemple, mais aussi peu de solidarité. Ceux qui ont caché des Juifs dans Berlin ont eu des comportements divers : exploiteurs sans scrupule, chrétiens compatissants, protecteurs désintéressés. Les autorités catholiques et protestantes ne s'intéressent qu'au sort des Juifs convertis, qu'elles cherchent à soustraire à la déportation. Seule une minorité de Protestants prend position en faveur de tous les Juifs.

### La résistance juive
Même pendant la guerre, des Juifs allemands tentent de résister. Le groupe sioniste clandestin Chug Chaluzi, le « Cercle des pionniers », se forme au printemps 1943. Il compte environ 40 membres issus des mouvements de jeunesse sionistes. Ses leaders sont Jizchak Schwersenz et Edith Wolff. Le groupe cherche dans un premier temps à apporter son aide aux déportés dans les camps de concentration à l'Est puis tente de fuir à l'étranger. Edith Wolff, qui a reçu une éducation protestante, se déclare juive par protestation contre la politique raciale nazie et devient pacifiste et sioniste. Elle procure des cartes de rationnement aux Juifs cachés dans Berlin et aide certains à fuir. Le groupe trouve aussi des cachettes à quelques personnes menacées lors du début de la déportation massive des Juifs berlinois et fabrique également des faux papiers. Edith Wolff finit par être arrêtée en 1944 par la Gestapo pour avoir procuré des cartes de rationnement à des Juifs. Elle est condamnée à une lourde peine de prison mais survit à la guerre. 

La « Communauté pour la paix et le renouveau », Gemeinschaft für Frieden und Aufbau, est une association d'aide aux persécutés fondée par Werner Scharff. Elle regroupe une vingtaine de personnes juives et chrétiennes. Werner Scharff, déporté en août 1943 au ghetto de Theresienstadt, parvient à fuir un mois plus tard et retourne à Berlin. Il y survit dans la clandestinité. Grâce à son important réseau de relations, il fournit des faux papiers, de l'argent et des cachettes aux Juifs. Il cherche aussi à informer la population allemande du véritable caractère du régime nazi en imprimant des tracts. Ceux-ci sont déposés dans des boîtes aux lettres à Berlin et expédiés à des centaines de personnes. Certains parviennent clandestinement aux Pays-Bas et en France. En octobre 1944, la Gestapo démantèle le réseau et arrête Werner Scharff. Il est exécuté le 16 mars 1945 dans le camp de Sachsenhausen, quelques semaines avant la libération du camp. Presque tous les autres membres du groupe ont pu survivre.

Herbert et Marianne Baum, des militants communistes, fondent en 1938-1939 un groupe de résistance composé d'adolescents juifs proches du communisme. Parmi leurs activités, on peut noter la diffusion de tracts antifascistes, l'incendie d'une exposition anticommuniste organisée à Berlin. En 1942, une vingtaine d'entre eux sont exécutés. Herbert Baum se suicide en prison. Les autres meurent en camp de concentration.

### La  déportation et la Shoah

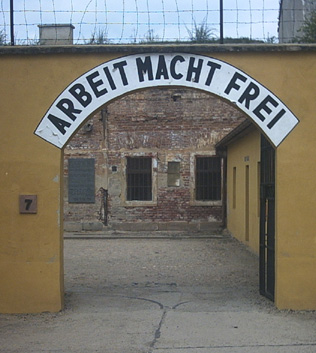
Entrée du camp, dans la forteresse de Theresienstadt.

Il semble que la décision d'exterminer les Juifs n'a pas été prise par Hitler à un moment précis. En mai 1941, Hitler ordonne d'éliminer les Juifs soviétiques lors de l'opération Barbarossa. La décision d'une liquidation totale a sûrement été prise en septembre 1941, car c'est à partir de cette date que les nazis commencent à rafler et déporter les Juifs de l'Europe entière. En octobre 1941, 20 000 Juifs venus du Reich arrivent dans le ghetto de Lodz : 5000 de Vienne, 4200 de Berlin, 2000 de Cologne, 1100 de Francfort, 1000 de Hambourg, 1000 de Düsseldorf et 500 du Luxembourg. Les autorités allemandes prévoient aussi d'en envoyer 25 000 près de Riga et 25 000 autres à Minsk et à Kaunas. Mais au lieu de préparer un camp, le chef SS de Riga, Friedrich Jeckeln, rassemble ses forces et extermine presque tous les Juifs de la ville. Le ghetto est ensuite partagé en deux parties, une pour les quelques milliers de Juifs lettons rescapés, l'autre, devenue une « Section allemande » spéciale, où les Juifs allemands sont séparés des Juifs locaux. Ils arrivent dans des logements dévastés. Durant l'hiver, ils souffrent du froid, des épidémies ce qui est la cause d'une forte mortalité. À Kaunas, 5000 juifs du Reich sont assassinés entre les 25 et 29 novembre 1941. À Minsk, l'arrivée de Juifs allemands suscite une correspondance entre le Gauleiter Wilhelm Kube, commissaire général de Biélorussie, et les autorités du Reich. Kube indique que 6000 à 7000 Juifs sont arrivés et qu'il ne sait pas ce qu'il est advenu des 17 000 autres annoncés. Parmi les juifs allemands, il y en a qui ont été décorés de la croix de guerre ou qui sont des demi-aryens. Kube pense que ces juifs allemands sont plus qualifiés que les Juifs russes mais qu'ils vont mourir de froid, de faim et d'épidémies. Il poursuit en disant : « Des gens qui viennent de notre milieu culturel sont certainement autre chose que les hordes indigènes bestiales ». Cette interrogation au sujet des Juifs allemands n'a pourtant pas de suite. Certains Juifs déportés du Reich allemand dans les ghettos des États baltes et de Biélorussie, sont abattus peu après leur arrivée par les Einsatzgruppen (unités mobiles d'extermination).
La conférence de Wannsee, le 20 janvier 1942, n'a été qu'une réunion de « mise au point » technique.
Les Juifs allemands, présents dans les ghettos de Lodz et de Varsovie, sont ensuite envoyés avec les Juifs polonais dans les camps d'extermination de Chelmno, de Treblinka et d'Auschwitz. La plupart des Juifs d'Allemagne sont assassinés lors de la destruction de ces ghettos. En 1942 et 1943, les Juifs qui restent en Allemagne sont déportés directement dans les camps d'extermination, principalement à Auschwitz-Birkenau. À Terezin (Theresienstadt) sont internés les Juifs âgés ou célèbres d'Allemagne, d'Autriche, du protectorat de Bohême-Moravie avant d'être internés vers l'est dans d'autres ghettos de Pologne et des États baltes ou dans les camps d'extermination de la Pologne occupée.
Au printemps 1945, lors de l'occupation de l'Allemagne par les troupes alliées, il reste 15 000 Juifs en Allemagne (hormis ceux dans les camps), la plupart ont survécu cachés ou vivant en couple mixte. Presque tous les Juifs déportés d'Allemagne ont été assassinés. En tout, environ 170 000 Juifs allemands ont péri pendant la Shoah.